# Гу (диграф)
Гу, гу — кириллический диграф, используемый в адыгейском и кабардино-черкесском языках. 

## Использование
Адыгейский кириллический алфавит был составлен в 1937 году лингвистами Николаем Феофановичем Яковлевым и Даудом Алиевичем Ашхамафом. Долгое время специалисты не могли прийти к единому мнению в вопросе о том, какие из ди- и триграфов считать отдельными буквами. Со временем сложился консенсус, что отдельными буквами считаются 66 знаков адыгейской письменности, и это нашло законодательное закрепление в 1989 году.
Созданный в 1936 году кабардино-черкесский кириллический алфавит, автором которого являлся языковед Тута Магомедович Борукаев, изначально не содержал диграф Гу. Однако спустя два года он был реформирован комиссией под руководством Николая Феофановича Яковлева, в результате чего данный диграф вошёл в состав кабардино-черкесской письменности.
С помощью диграфа передаётся лабиализованный звонкий велярный взрывной согласный [ɡʷ].
Пример использования в адыгейском языке: ГущыӀ — слово. В кабардино-черкесском языке диграф в частности используется в слове гуп — «группа».